# 고산중학교 (대구)
고산중학교(孤山中學校)는 대한민국 대구광역시 수성구 시지동에 있는 공립 중학교이다.

## 학교 연혁
- 2000년 11월 16일 : 대구광역시 교육위원회 본회의에서 36학급 설립 인가
- 2003년 3월 1일 : 개교 및 초대 신보연 교장 취임
- 2003년 3월 4일 : 2003학년도 입학식(남 289명, 여 211명 계 500명 입학)
- 2003년 5월 8일 : 개교기념식
- 2004년 2월 12일 : 교육인적자원부 교육정책 연구학교 지정
- 2006년 2월 15일 : 제1회 졸업식 (총 494명)
- 2022년 1월 4일 : 제17회 졸업식(255명), 졸업생 누계(6,661명)
- 2022년 3월 2일 : 제20회 입학식(228명)
- 2022년 9월 1일 : 제9대 권갑순 교장 취임

## 참고 자료
- 고산중학교 - 한국교육학술정보원 학교알리미